# Pryteria hamifera
Pryteria hamifera là một loài bướm đêm thuộc phân họ Arctiinae, họ Erebidae.